# Sandro Chiri
Alberto Sandro Chiri Jaime (Callao, Perú, 5 de abril de 1958) es un poeta, editor, crítico literario y docente universitario peruano que pertenece a la denominada  Generación del 80 en la poesía peruana.

## Trayectoria
Estudió Literatura en la Universidad Nacional Mayor de San Marcos de Perú donde fue profesor en dicha casa de estudios. Además, fue profesor de español y literatura en la Universidad del Temple, Filadelfia, EE. UU., donde realizó estudios de posgrado.
Su carrera literaria comienza en 1989 cuando publica su primer poemario “El libro del mal amor” y, tres años después, publica su siguiente poemario “Y si después de tantas palabras”. 
En 2004 publica su libro “Viñetas” y, dos años después, publica su libro “Poemas de Filadelfia”.
Como editor, estuvo a cargo en la dirección de la revista literaria peruana “La casa de cartón de OXY”.
Como crítico literario, escribió diversos artículos literarios y realizó algunas compilaciones académicas importantes como “El Cuento en San Marcos: Siglo XX”(junto a Carlos Eduardo Zavaleta) o “Las cartografías del poder en la obra de Mario Vargas Llosa” que fue el congreso internacional que tuvo como invitado de honor a Mario Vargas Llosa luego de obtener el Premio Nobel de Literatura en el 2010.    
Actualmente, ejerce la docencia universitaria en algunas universidades de Perú y es el Jefe de Investigaciones Literarias de la Casa de la Literatura Peruana, ente del Ministerio de Educación del Perú.

## Obras

### Poesía
- El libro del mal amor. Callao, La casa de cartón,1989 .

- Y si después de tantas palabras. Trujillo, Ediciones SEA,1992 .

- Viñetas. Lima, Chiri Jaime, Alberto Sandro, 2004. ISBN 978-9972-9305-3-9 .

- Poemas de Filadelfia. Lima, Chiri Jaime, Alberto Sandro, 2006. ISBN 978-9972-9305-5-3 .

### Obras académicas
- Mujer, cultura y sociedad en América Latina. Lima,  Fondo Editorial UNMSM, 2000. ISBN 978-9972-46-129-3 .

- El Cuento en San Marcos: Siglo XX. Lima, Fondo Editorial UNMSM, 2003. ISBN 9972-46-226-9 .

- Las cartografías del poder en la obra de Mario Vargas Llosa. Ensayos literarios. Lima, Fondo Editorial del Congreso del Perú, 2014. ISBN 978-612-4075-61-2 .

- Palabra, color y materia en la obra de Jorge Eduardo Eielson. Lima, Editorial animal de invierno, 2016. ISBN 978-612-46986-5-1 .

- La ciudad y los perros y el boom hispanoamericano. Lima, Estación La Cultura S.A.C. ,2018. ISBN 978-612-4406-03-4 .